# Réactance shunt
Pour les articles homonymes, voir Réactance.

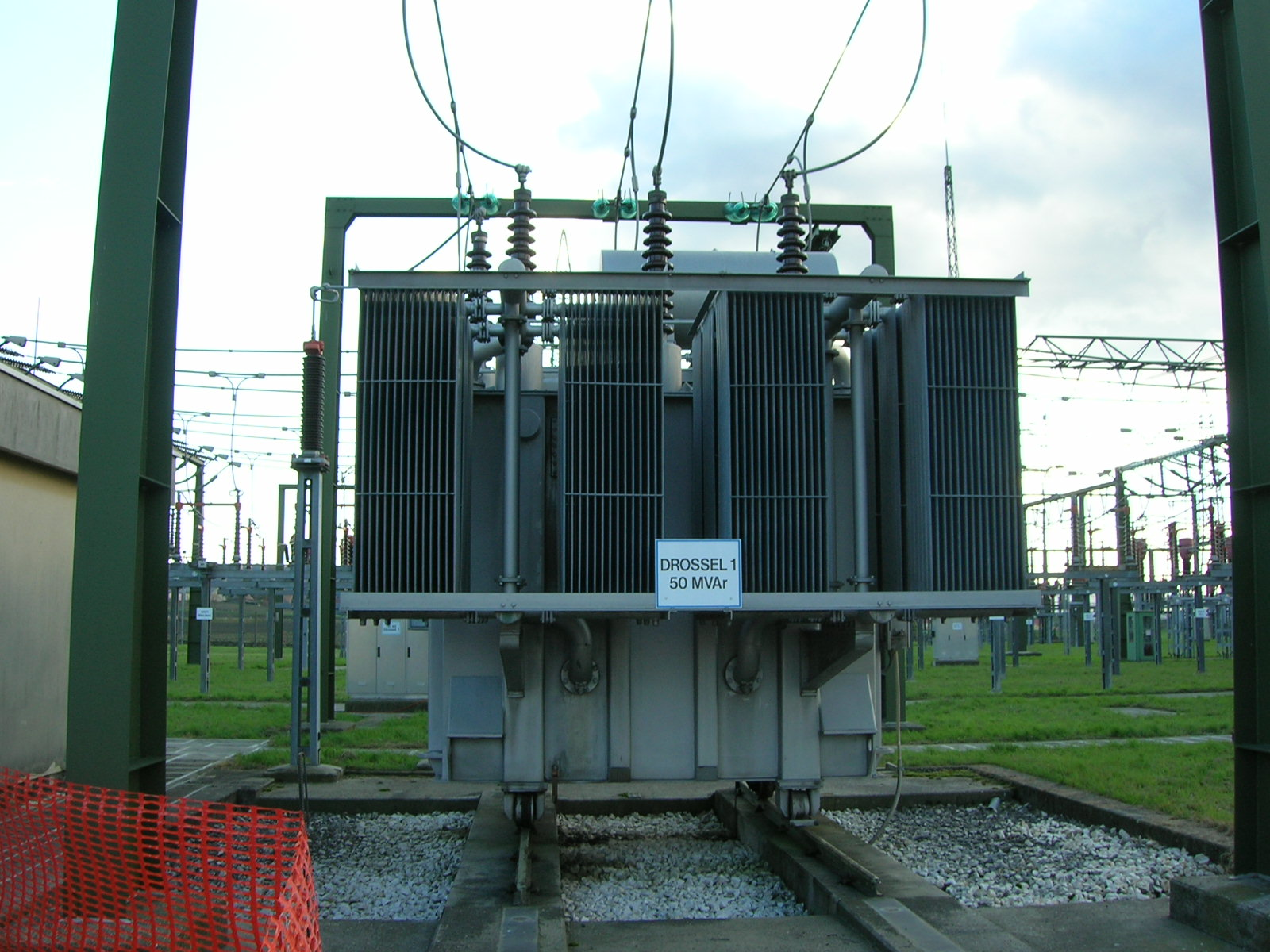
Réactance shunt 110 kV immergée dans l'huile

Une réactance shunt est une « bobine d’inductance destinée à être connectée entre phase et terre, entre phase et neutre ou entre phases dans un réseau pour compenser le courant capacitif », c'est-à-dire en « shunt ». Autrement dit c'est un composant électrique haute-tension qui a pour fonction de contrôler la tension d'un réseau électrique en compensant le comportement capacitif d'un réseau par son comportement inductif.
On distingue celles de type sec, c'est-à-dire isolé par l'air, et celles immergées dans un liquide, généralement de l'huile minérale. Ces dernières peuvent comporter un circuit magnétique ou non, un blindage magnétique vient alors se substituer au circuit magnétique. Ces considérations influent sur le comportement linéaire du composant. Les bobines immergées dans l'huile peuvent être monophasées ou triphasées, tandis que celles isolées dans l'air sont toujours monophasées.

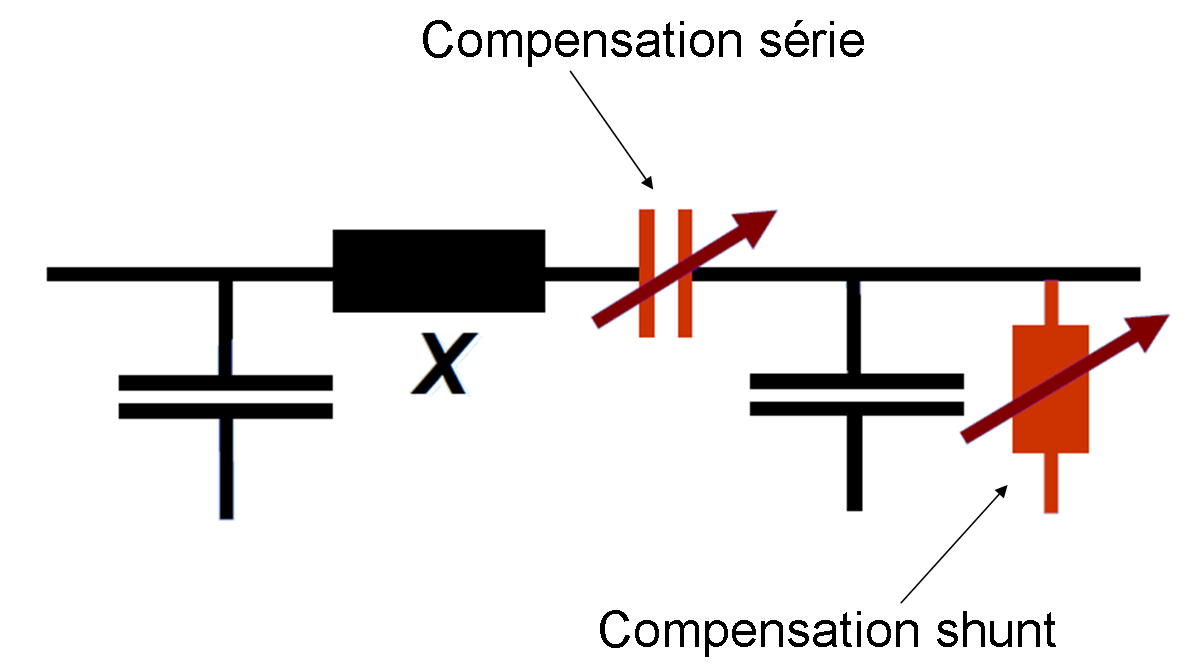
Compensation shunt

## Principe
Les longues lignes ont tendance à avoir des surtensions à leurs extrémités en cas de faible charge, on parle d'effet Ferranti, et au contraire une faible tension en cas de forte charge. Pour maintenir une tension constante, ou du moins pour ne pas dépasser les limites imposées par la régulation, on enclenche ou déclenche une réactance shunt.
En première approximation, l'enclenchement d'une réactance de puissance réactive nominale Q sur un réseau électrique - soit une réactance shunt -, permet d'abaisser la tension du réseau U suivant la formule {\displaystyle {\frac {\Delta U}{U}}={\frac {Q}{Scc}}} , où {\displaystyle {\frac {\Delta U}{U}}} représente la variation relative de tension, et Scc la puissance de court-circuit du réseau.
Les réactances shunt peuvent également servir à filtrer certaines harmoniques présentes dans le réseau.
Une réactance shunt monophasée étant une simple inductance sur le plan électrique, le courant I, la tension du réseau U et la réactance X sont liés par la relation suivante :
{\displaystyle {\frac {U}{\sqrt {3}}}=X\cdot I}.
La puissance réactive apportée par un banc triphasé de réactances shunt, notée Q, vaut :
{\displaystyle Q=3X\cdot I^{2}={\frac {U^{2}}{X}}}.

## Autres désignations
On emploie aussi les noms suivants pour désigner une réactance shunt, dont certains sont abusifs :
- réactance de compensation,
- bobine de compensation,
- self de compensation,
- bobines d’inductance shunt[1],
- bobine shunt,

Il convient toutefois de distinguer les réactances shunts des bobines de compensation ou réactances de compensation qui sont installées au neutre des transformateurs de distribution pour limiter le courant de défaut monophasé de réseau HTA. Le terme « shunt » permet d'éviter la confusion.

## Technologie
Deux principales technologies : les réactances dans l'air et les réactances dans l'huile.

### Réactances dans l'air

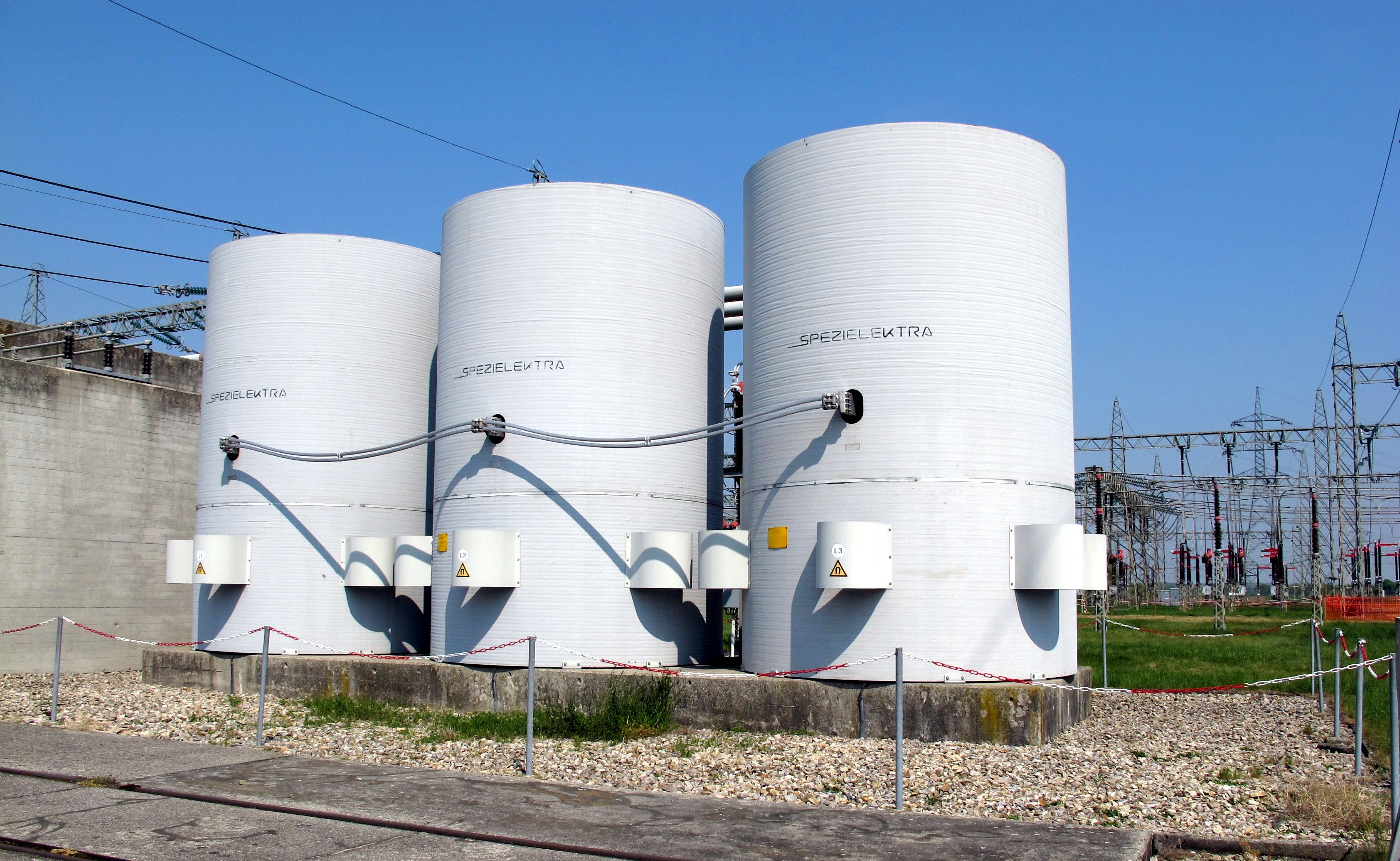
Réactance dans l'air triphasée de 100 Mvar. La société autrichienne Spezielelektra est devenue Trench

Au départ, une réactance isolée dans l'air est une simple bobine montée sur pieds, dont les tours sont isolés les uns des autres par de l'air. Les modèles récents utilisent soit de la fibre, soit du vernis ou des films pour réaliser l'isolation diélectrique entre les tours. Le refroidissement se fait à l'aide de canaux entre les couches de conducteurs. Il n'y a donc pas d'huile dans l'assemblage.
On distingue les modèles à noyau magnétique et ceux qui en sont dépourvus. Ces derniers sont parfaitement linéaires sur le plan magnétique, cela signifie que la réactance X est constante, la tension est toujours proportionnelle au courant.

### Réactances immergées dans l'huile
Les réactances immergées dans l'huile peuvent être de deux types : soit avec un circuit magnétique, soit avec un blindage magnétique. Dans le premier cas, la technologie est quasiment identique à celle des transformateurs de puissance, à la différence qu'il n'y a qu'un côté primaire, le courant magnétisant est donc égal au courant primaire, par conséquent beaucoup plus élevé que dans le cas des transformateurs. Afin de limiter les pertes, il est nécessaire d'avoir un cycle d'hystérésis plus étroit. Le circuit magnétique comporte donc des entrefers. Ceux-ci sont réalisés grâce à des entretoises en céramique, qui se comportent comme l'air sur le plan magnétique, mais assurent la stabilité mécanique du circuit magnétique. Ces entrefers permettent d'augmenter la réluctance du circuit magnétique, et donc de faire diminuer son inductance. Ainsi, il est plus linéaire et peut fournir plus de puissance réactive. Plusieurs petits entrefers sont préférés à un grand entrefer afin de limiter les courants de Foucault dans les tours avoisinant l'entrefer et afin d'obtenir un meilleur ratio ampère/tour,.
Dans les modèles sans circuit magnétique, celui-ci est remplacé physiquement par une structure en matériaux isolants pour maintenir mécaniquement l'ensemble. Le flux circule à travers le blindage magnétique installé à l'intérieur de la cuve. Sans blindage, le flux circulerait dans la cuve et provoquerait son échauffement. L'avantage est une plus grande linéarité en comparaison des modèles avec circuit magnétique.
Enfin, les bobines immergées dans l'huile peuvent être monophasées ou triphasées.
Les autres composants (circuit magnétique, enroulement primaire, huile isolante, cuve, traversées isolées) sont les mêmes que sur un transformateur de puissance. Les refroidissements des réactances de shunt peuvent être naturels ou forcés.

## Applications

### Réactances dans l'air
Les réactances dans l'air sont surtout utilisées pour les moyennes tensions et en HTA. Elles peuvent également être connectées au côté tertiaire d'une transformateur de puissance, donc à une tension plus faible que celle de la ligne. Elles sont en général compétitives par rapport aux réactances isolées dans l'huile. Cette technologie est par contre limitée à une gamme de puissance réactive beaucoup plus faible que les réactances dans l'huile. Par ailleurs, son champ magnétique n'est pas confiné dans un noyau magnétique, les constructions métalliques dans son environnement sont donc soumises à des phénomènes d'induction et de courants de Foucault.

### Réactances immergées dans l'huile
Les réactances immergées dans l'huile sont utilisées pour les très hautes tensions. Elles sont généralement connectées directement sur la ligne.

## Connexion et déconnexion
Lorsque les réactances sont connectées ou déconnectées du réseau, la tension change de manière brutale. Dans le cas de la connexion, la réactance de shunt est sujette aux courants d'enclenchement qui peuvent l'endommager si sa conception mécanique n'est pas suffisamment robuste.
Dans le cas de la déconnexion, la surtension peut être problématique. Elle est due aux phénomènes de l'arrachement de courant et du réamorçage.

## Réactances shunt et FACTS
Par leur capacité à contrôler la tension, les réactances shunt peuvent être considérées comme des composants FACTS rudimentaires. On emploie parfois le terme MSR (mechanically switched reactor) pour les désigner. Dans le cas où un contrôle plus fin de la tension est nécessaire, les gestionnaires de réseau préfèrent employer un compensateur statique d'énergie réactive.

## Fabricants

### Réactances dans l'huile
Les principaux fabricants de transformateurs de puissance sont en général aussi des fabricants de réactance shunt. On retrouve donc parmi les principaux fabricants des entreprises telles qu'ABB, Alstom, General Electric ou Siemens.

### Réactances dans l'air
On peut citer parmi les fabricants Trench et Coil Innovation.

## Normes applicables
La norme IEEE  C57.21(2008) est applicable aux réactances shunt : IEEE Standard Requirements,Terminology, and Test Code for Shunt Reactors Rated Over 500 kVA. La norme CEI IEC 60076-6 (Power transformers - Part 6: Reactors) est applicable à tous types de réactances, dont les réactances shunt.